# 坂出西中継局
坂出西中継局（さかいでにしちゅうけいきょく）は香川県坂出市と綾歌郡宇多津町の境界の聖通寺山にあるテレビジョン放送の小規模中継局である。アナログ放送専用の中継局であるため2011年7月24日のアナログ放送停波を以って廃止された。

## 放送区域
この中継局の電波法に定める放送区域（3mV/m）は香川県綾歌郡宇多津町のほぼ全域並びに坂出市、丸亀市の各一部、約2万世帯である。宇多津町や坂出市のいずれも中心部をカバーしているため、同じ坂出市内に設置された同出力の坂出東中継局に比べると区域内世帯数は多い。
坂出市は岡山局、西讃岐中継局、高松局など周辺送信所のいずれの方向からも五色台、城山などの山に囲まれており、電波が遮断されやすい環境にある。そのうち坂出市西部をカバーしているのがこの中継局である。一方、東部をカバーするのは坂出東中継局で、この2局で坂出市の多くの地域をカバーしている。ただし、坂出西中継局からはデジタル波が出ていないため岡山局もしくは西讃岐局を受信することになる。
また、この中継局からはTSCテレビせとうちが電波を出していないため、TSCを視聴するにはケーブルテレビ（香川テレビ放送網）に加入するかパラスタックアンテナなどの高性能アンテナを用いて周辺送信所の電波を遠距離受信するしかなかった。

## 歴史
- 1986年（昭和61年）4月24日 - RNC西日本放送坂出西中継局開局。
- 2004年（平成16年）9月15日 - 1度目のアナアナ変換対策開始に伴い新アナログチャンネル放送開始。
- 2005年（平成17年）1月6日 - 1度目のアナアナ変換に関わる旧アナログチャンネル停波。
- 2006年（平成18年）6月15日 - 2度目のアナアナ変換対策開始に伴い新アナログチャンネル放送開始。
- 2006年（平成18年）8月31日 - 2度目のアナアナ変換に関わる旧アナログチャンネル停波。
- 2012年（平成24年）7月24日 - アナログ放送停波に伴い廃局となった。

### アナアナ変換
この中継局も2度にわたって、デジタル放送開始にあわせて全国的に行われた現行アナログチャンネルの移行、いわゆる「アナアナ変換」の対象となった。1度目は2004年9月15日より対策を開始、翌年2005年1月6日に旧チャンネル停波、2度目は2006年6月15日より対策を開始、同年8月31日には旧チャンネルを停波し新チャンネルに移行した。対象となったアナログチャンネルは1度目がNHK総合（46ch→55ch）及びNHK教育（48ch→57ch）の2波、2度目がRSK山陽放送（30ch→22ch）1波の計3波。対策世帯は1度目が香川県坂出市、丸亀市、善通寺市、宇多津町、多度津町の各一部、約4,800世帯で2度目が香川県坂出市、丸亀市、善通寺市、宇多津町の各一部、約1,200世帯である。
1度目に停波した旧アナログチャンネル46chと48chは基幹局「西讃岐中継局」でそれぞれTSCテレビせとうちとRSK山陽放送のアナアナ変換後の新アナログチャンネルとして使用されている。
また、2度目に停波した旧アナログチャンネルのうち30chは親局「岡山金甲山送信所」やその周辺の大規模中継局でKSB瀬戸内海放送のデジタルチャンネルとして使用されている。

## 施設
中継局は坂出市と宇多津町の境界にある聖通寺山の南峰山頂（標高117m）に存在する。送信施設は一ヶ所にまとまっており、NHK・KSB2社、RNC・RSK・OHK3社でそれぞれ施設を共用している。中継局名は坂出西となっているが所在地は宇多津町側である。
NHK・KSBの施設では局舎はそれぞれ単独で使用していて、そこから共用の送信柱へケーブルを通した上でアンテナは両社単独で運用している。送信アンテナはそれぞれ6L双ループアンテナ1段3面である。
RNC・RSK・OHKは局舎・送信柱・アンテナとも全社共同で使用している。送信アンテナは4Dダイポールアンテナ2段3面である。

## 地上アナログテレビジョン放送送信設備
| チャンネル | 放送局名          | 空中線電力        | ERP               | 放送対象地域   | 放送区域内世帯数 |
| --- | ----------------- | ----------------- | ----------------- | -------------- | ---------------- |
| 22 | RSK山陽放送       | 映像10W/ 音声2.5W | 映像62W/音声15.5W | 岡山県・香川県 | 約2万世帯        |
| 38- | KSB瀬戸内海放送   | 映像10W/ 音声2.5W | 映像72W/音声18W   | 岡山県・香川県 | 約2万世帯        |
| 55 | NHK高松総合テレビ | 映像10W/ 音声2.5W | 映像72W/音声18W   | 香川県         | 約2万世帯        |
| 57- | NHK高松教育テレビ | 映像10W/ 音声2.5W | 映像71W/音声17.5W | 香川県         | 約2万世帯        |
| 60+ | OHK岡山放送       | 映像10W/ 音声2.5W | 映像60W/音声15W   | 岡山県・香川県 | 約2万世帯        |
| 62+ | RNC西日本放送     | 映像10W/ 音声2.5W | 映像60W/音声15W   | 岡山県・香川県 | 約2万世帯        |
| ※全局局名は坂出西局 ※全局に指向性あり ※中継局であるためコールサインは無い ※38ch、57chはオフセット-10kHz局※60ch、62chはオフセット+10kHz局 |                   |                   |                   |                |                  |